# Stazione di Lucignano-Marciano-Pozzo
La stazione di Lucignano-Marciano-Pozzo è una stazione ferroviaria a servizio dei comuni di Lucignano e Marciano della Chiana e della frazione di Pozzo della Chiana in provincia di Arezzo.
Si trova lungo la ferrovia Arezzo-Sinalunga, gestita da La Ferroviaria Italiana (LFI).